# 東歌 (和歌)
東歌（あずまうた）とは、『万葉集』巻14や『古今集』巻20などに載っている東国地方で詠まれた和歌。

## 万葉集
万葉集には230首が掲載されており、遠江国／信濃国以東の12ヶ国の90首と国不明な140首とに分類される。多くは労働や儀礼などの場で歌われた民謡や酒宴の席で歌われた歌など東国の人々に共有されていた歌謡である。
- 3348番歌 夏麻引く海上潟の沖つ洲に船は留めむさ夜ふけにけり[注釈 1]
- 3349番歌 葛飾の真間の浦廻を漕ぐ船の船人騒く波立つらしも

## 古今集
伊勢以東の国、陸奥国歌7首、相模国歌1首、常陸国歌2首、甲斐国歌2首、伊勢国歌1首の13首。元来は民謡あるいはそれに類する歌であったと考えられ、万葉集の東歌よりは洗練された歌風だが『古今集』のなかでは異色の歌である。
- 1087 陸奥歌 阿武隈に霧り立ちくもり明けぬとも君をばやらじ待てばすべなし
- 1088 陸奥歌 陸奥はいづくはあれど鹽竈の浦漕ぐ舟の綱手かなしも